# Ривидискија (Удине)
Ривидискија је насеље у Италији у округу Удине, региону Фурланија-Јулијска крајина.
Према процени из 2011. у насељу је живело 80 становника. Насеље се налази на надморској висини од 22 м.